# Fred Tootell
 (avril 2020).
Si vous disposez d'ouvrages ou d'articles de référence ou si vous connaissez des sites web de qualité traitant du thème abordé ici, merci de compléter l'article en donnant les références utiles à sa vérifiabilité et en les liant à la section « Notes et références ».
Frederick Delmont "Fred" Tootell (né le 9 septembre 1902 - 29 septembre 1964) était un athlète américain, spécialiste du lancer du marteau.
Après une série d'athlètes américains nés en Irlande, Fred Tootell est le premier Américain né aux États-Unis à remporter la médaille d'or au marteau aux Jeux olympiques à Paris en 1924.